# Hans Hornich

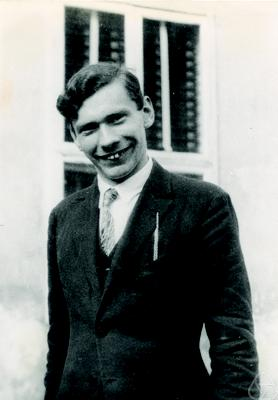
Hans Hornich

Hans Hornich (Viena, 28 de agosto de 1906 – Viena, 20 de agosto de 1979) foi um matemático austríaco, que trabalhou com análise matemática.

## Vida
Hornich, filho do filólogo e pedagogo Rudolf Hornich, frequentou o Akademisches Gymnasium em Viena e estudou em seguida matemática, física e astronomia na Universidade de Viena. Dentre seus professores constam Wilhelm Wirtinger, Philipp Furtwängler, Hans Hahn, Karl Menger e Walther Mayer. Em 1929 obteve um doutorado orientado por Karl Menger, com a tese Über einen zweigradigen Zusammenhang (com Wirtinger como segundo membro na banca). Após trabalhar como bibliotecário no Instituto de Matemática da Universidade de Viena obteve em 1933 a habilitação (Integrale erster Gattung auf speziellen Riemannschen Flächen). Em 1936 foi assistente no Instituto de Matemática da Universidade de Viena. Em 1945 foi lecturer na Hochschule für Bodenkultur em Viena. Em 1949 foi professor da Universidade Técnica de Graz e em 1958 mudou para a Universidade Técnica de Viena (sucessor de Paul Funk), onde permaneceu até aposentar-se em 1976.
Hornich foi eleito em 1963 membro correspondente da Academia Austríaca de Ciências, e em 1970 membro efetivo.
Foi coeditor do periódico científico Monatshefte für Mathematik e desde 1936 casado com Michaela Rabenlechner.

## Obras
- Lehrbuch der Funktionentheorie. Springer, Viena 1950
- Existenzprobleme bei linearen partiellen Differentialgleichungen. Dt. Verl. d. Wiss., Berlim 1960
- Integrale erster Gattung auf speziellen Riemannschen Flächen, Monatshefte f. Math. Physik, 40, 1933, p. 241–282 (Habilitação)
- Beschränkte Integrale auf der Riemannschen Fläche von {\displaystyle {\sqrt {\cos({\frac {\pi z}{2}})}}}, Monatshefte f. Math. Physik, 42, 1935, p. 377–388
- Zur geometrischen Theorie der Reihen, Monatshefte f. Math. Physik, 46, 1938, p. 266–276
- Zur Theorie des Risikos, Monatshefte f. Math. Physik, 50, 1941, p. 142–150
- Eine Ungleichung für Vektorlängen, Mathematische Zeitschrift, 48, 1942, p. 268–274
- Über die nirgends lösbaren linearen partiellen Differentialgleichungen, Jahresbericht DMV, 58, 1956, p. 103–109
- Ein Banachraum analytischer Funktionen in Zusammenhang mit den schlichten Funktionen, Monatshefte für Mathematik, 73, 1969, p. 36–45